# ساره بنت مشهور آل سعود
ساره بنت مشهور آل سعود (عربی: سارة بنت مشهور آل سعود) یکی از اعضای خاندان سلطنتی عربستان است. او نوه ملک عبدالعزیز است. او با پسر عموی اول خود، ولیعهد محمد بن سلمان، پسر و وارث ملک سلمان ازدواج کرده است.

## زندگی‌نامه
ساره بنت مشهور دختر مشهور بن عبدالعزیز آل سعود و نوره بنت محمد سعود آل کبیر است. پدرش پسر ملک عبدالعزیز و نوف بنت نواف بن نوری الشعلان است. مادرش نوره، دختر محمد بن سعود آل کبیر و نوه نوره بنت عبدالرحمن آل سعود و سعود الکبیر است.
شاهزاده ساره در ۶ آوریل ۲۰۰۸ با شاهزاده محمد بن سلمان ازدواج کرد. آنها پنج فرزند، سه پسر و دو دختر دارند: شاهزاده سلمان، شاهزاده مشهور، شاهزاده خانم فهده، شاهزاده نوره و شاهزاده عبدالعزیز (متولد آوریل ۲۰۲۱).